# Begijnenbosdal
Het Begijnenbosdal is een klein dal en een natuurgebied in het Brusselse gewest nabij de plaats Neder-Over-Heembeek. In het dal bevinden zich bos (waaronder nat elzenbos), weilanden, een boomgaard en vijvers. Het Begijnenbos wordt sinds 2013 uitgebouwd tot een stadsbos van 40 hectare. Tezamen met het naburige Domein Drie Fonteinen in Vilvoorde vormt dit nieuwe stadsbos een van de grootste groene gebieden in de noordelijke Brusselse rand. Het bos ligt op de relatief steile westelijke flank van de Zennevallei. Het laagste deel van het Begijnenbosdal (bij de vijvers aan de Ransbeekstraat) ligt op ongeveer 18 meter; het hoogste deel (Bruynstraat) ligt op 62 meter.
De totale groene ruimte van het ruime Begijnenbosdal (inclusief moestuinen, moeras en akkers) is zo'n 65 hectare groot en ligt tussen de Bruynstraat in het westen, het militair hospitaal en de Tyraslaan in het noorden, de Ransbeekstraat in het oosten en de Wimpelbergstraat in het zuiden.
De naam van het bos is afgeleid van een voormalige eigenaar. Het bos was in eigendom van het Groot Begijnhof van Brussel. In het dal werd lange tijd een zand- en kleigroeve uitgebaat, waardoor er een sterk vergraven reliëf ontstond. Andere bronnen spreken van een witsteengroeve (een witte, zachte kalksteen). In het dal stroomt de Tweebeek, een zijriviertje van de Zenne. Op het einde van het dal bevinden zich een paar vijvers met een rietveld. Deze vijvers werden in de negentiende eeuw als visvijver aangelegd.
In het begin van de twintigste eeuw werd een deel van de gronden gebruikt voor tuinbouw (o.a. kweek van snijbloemen). In het tweede deel van de twintigste eeuw worden sommige gronden braak (friche) gelaten door het verminderde belang van de landbouw. De kleine moestuinen blijven echter bestaan. Op de laatste grote landbouwgronden ten noorden van het Begijnenbosdal werd in de jaren 70 het militair hospitaal gebouwd.
In de jaren 80 van de twintigste eeuw was er een plan om het Begijnenbosdal aan te duiden als stortplaats voor huishoudelijk afval. Dit plan werd niet uitgevoerd. In deze periode werd een deel van het dal door de stad Brussel bebost met snelgroeiende populieren om voldongen feiten te creëren. In 2013 waren deze populieren rijp voor de kap en werden ze vervangen door andere bomen die een meer diverse habitats moesten creëren. Er werden onder meer eiken, esdoorns, linden, espen, elzen, haagbeuken, iepen en platanen geplant. Sinds 2013 wordt het bos stelselmatig uitgebreid.
Het Begijnenbosdal wordt doorkruist door de Groene Wandeling.